# Miroslav Schwarz
Miroslav Schwarz (ukrainisch Мирослав Шварц Myroslaw Schwarz; * 21. Februar 1975 in Kiew) ist ein deutscher Schachspieler und -trainer. 

## Leben
Mit fünf Jahren lernte Schwarz von seinen Eltern das Schachspielen. Trainiert wurde er unter anderem an der Botwinnik-Schule und an der Großmeister-Schule unter der Leitung von Igor Platonow. Im Jugendbereich hatte er einige Erfolge zu verzeichnen, so der zweite Platz hinter Alexei Sawko beim internationalen Festival in Aluschta 1990. In den 1990er Jahren ließ er sich an der Kiewer Sportuniversität zum Diplomsportlehrer ausbilden. Den Titel eines Internationalen Meisters verlieh ihm die FIDE 1998, die Normen dafür erfüllte er früher im selben Jahr bei einem Turnier in der ukrainischen Siedlung Katscha und beim Frühlingsfestival in Tscherepowez. Das Unabhängigkeitspokal 1999 in Kiew beendete er ohne Niederlage als Zweiter, punktgleich mit dem Sieger Sergei Kuzin und Boris Taborow. Im Oktober 1999 nahm er am Platonow Memorial in Kiew teil. Mit 8,5 Punkten aus 11 (+6 =5 −0) kam er auf den geteilten ersten Platz und erreichte mit diesem Ergebnis seine erste GM-Norm. 
Um 2000 siedelte Schwarz nach Deutschland über. Ab Ende 2003 spielt er für den Deutschen Schachbund. Die zweite GM-Norm holte er sich im Sommer 2003 beim Kali Cup in Mindszentkálla, dabei blieb er mit fünf Siegen und vier Remis ungeschlagen. Beim ähnlichen Turnier im Februar 2004 erfüllte er die letzte Norm, es stellte sich jedoch heraus, dass es sich hierbei „um einen Fall von Betrug handelte“. Nach einer Untersuchung verhängte die FIDE-Ethikkommission in ihrer Entscheidung eine Sperre von zweieinhalb Jahren gegen Schwarz ab März 2006. Schwarz spielte Mannschaftsschach in Deutschland für den BSV Leipzig, Dresdner SC und SC Neukloster, in Tschechien für den ŠK Sokol Vyšehrad. Seine höchste Elo-Zahl betrug 2492 zwischen Oktober 2003 und April 2006. 
Er ist als Schachtrainer aktiv und arbeitete mit Elisabeth Pähtz, Evgenija Shmirina, Judith Fuchs, Falko Bindrich und anderen Spielern zusammen. Vom Ende März bis Oktober 2004 fungierte er als Präsident des Schachverbandes Sachsen.